# Paride Grassi
Paride Grassi, in latino Paris Crassus Bononiensis, Paris Grassus (Bologna, 1450-1460 circa – Roma, 10 giugno 1528), è stato un vescovo cattolico e teologo italiano.
Viene ricordato per il suo Diarium, tenuto nell'esercizio della funzione di cerimoniere pontificio, che costituisce un'importante fonte storica sulla vita alla corte dei papi Giulio II e Leone X.
La sua figura ricopre un breve cammeo nel film Il tormento e l'estasi sulla vita di Michelangelo Buonarroti.

Stemma della famiglia Grassi

## Biografia
Teologo e storico, nonché fratello del cardinale Achille Grassi, giunse a Roma dalla nativa Bologna intorno all'anno 1473 per studiare diritto canonico, sotto il pontificato di Innocenzo VIII. Dapprima rivale, poi collaboratore del Burcardo, nel 1504 venne nominato da papa Giulio II suo successore nella carica di cerimoniere pontificio. Nel 1513 venne nominato vescovo di Pesaro, ma non lasciò l'incarico di cerimoniere, che esercitò sotto i pontificati di Giulio II, Leone X, Adriano VI e Clemente VII. Morì a Roma il 10 giugno 1528.
Continuando l'iniziativa del Burcardo che inaugurò la stesura dei diari delle cerimonie papali, il Grassi compilò il proprio Diarium, che è conservato in Vaticano e che copre il periodo che va dal 12 maggio 1504 al 9 dicembre 1521. Raccogliendo informazioni non solo sulla pratica liturgica ma anche sulle vicende papali (concistori, affari diplomatici, ecc.), il Diarium costituisce un'importante fonte storica e a partire dal XVIII secolo ne sono state stampate in Europa diverse raccolte parziali. Contrariamente a quello del Burcardo, il diario del Grassi non è ancora stato integralmente pubblicato.

## Opere
- Grassis Diarium. Archivio Segreto Vaticano, Miscellanea, Armadio XII,17-21. Edizione parziale moderna a cura di: Pio Delicati; Mariano Armellini, Il diario di Leone X di Paride Grassi, maestro delle cerimonie pontificie dai volumi manoscritti degli archivi vaticani della S. Sede con note di M. Armellini, Roma, Tipografia della Pace, 1884
- Paridis Crassi ... De caeremoniis cardinalium et Episcoporum in eorum Dioecesibus. Libri duo. Singulis etiam ecclesiarum Canonicis valde necessarij ", Venetiis: apud Petrum Dusinellum, 1582
- De ingressu summi pont. Leonis X Florentiam descriptio Paridis de Grassis civis Bononiensis Pisauriensis episcopi ex cod. ms. nunc primum in lucem edita et notis illustrata a Dominico Moreni Academiae Florentinae nec non Columbariae socio, Florentiae: apud Caietanum Cambiagi typographum regium, 1793

## Genealogia episcopale e successione apostolica
La genealogia episcopale è:
- Cardinale Guillaume d'Estouteville, O.S.B.Clun.
- Papa Sisto IV
- Papa Giulio II
- Cardinale Achille Grassi
- Vescovo Paride Grassi

La successione apostolica è:
- Vescovo Guglielmo Bertrand (1519)
- Vescovo Francesco Riario Sforza (1519)
- Vescovo Marco Quinto Vigerio della Rovere (1520)
- Vescovo Johann Laymann (1521)
- Vescovo Héctor d'Ailly de Rochefort (Rupefort) (1521)
- Vescovo Cherubino Caietano (1521)
- Cardinale Guillén-Ramón de Vich y de Vallterra (1521)
- Vescovo Cristóbal de los Ríos (1521)
- Vescovo Ricomanni Buffalini (1522)
- Arcivescovo Giacomo Coppi (1524)
- Vescovo Maurice Doran, O.P. (1524)
- Vescovo Pierre Månsson (1524)
- Vescovo Bartolomeo Cesi (1524)
- Vescovo Antonio Beccari (Becariis), O.P. (1524)
- Vescovo John Sean Quinn (Coyn), O.P. (1524)
- Vescovo Jerónimo Muñoz (1524)
- Vescovo Zaccaria Trevisan (1525)
- Vescovo Pedro Fernández de Jaén, O.P. (1525)
- Vescovo Gerolamo Sansoni (1525)
- Vescovo Francisco de Aragón (1525)
- Arcivescovo Vincenzo Pimpinella (1525)
- Vescovo Anselmo Sperelli, O.F.M. (1526)
- Arcivescovo Filippo Trivulzio (1526)